# 里村裕
里村 裕（さとむら ゆたか、1947年5月4日 - ）は、日本の電気通信工学者、教育者。大阪工業大学名誉教授・電気クラブ元役員。工学博士（大阪大学）。常翔学園元理事・顧問。元常翔啓光学園中学校・高等学校校長。電気関係学会関西支部連合大会2006実行委員会委員。
専門は、電気通信工学・伝送工学、電磁波工学（特にマイクロ波、ミリ波）・光工学。

## 略歴
1971年大阪大学工学部通信工学科卒業。1976年大阪大学大学院工学研究科博士課程修了、工学博士（大阪大学）。学術奨励研究員などを経て、1988年大阪工業大学工学部電気工学科に助教授として着任。1997年同学科教授。2002年同学部電気電子システム工学科教授。2004年同大学情報センター長、2007年図書館長などを歴任し、2011年大阪工業大学名誉教授。 大阪工業大学工学部（電気工学科・電気電子システム工学科）にて20年以上の長きに渡り教鞭を執り、同大学電気クラブ役員も務めた。
同年、同大学法人グループの常翔啓光学園中学校・高等学校校長に就任（2016年3月まで）。 2014年常翔学園理事。2018年同顧問。
主な所属学会は、電気学会、IEEE、電子情報通信学会、応用物理学会、日本光学会、レーザー学会。主な著書は、通信工学概論（共著、オーム社1998、学術書）、 基礎電磁気学（共著、コロナ社1996、学術書）、光工学概論（共著、朝倉書店1995、学術書）。

## 主な研究
- 電磁波散乱問題境界線要素法解法の条件数による評価
- マイクロ波帯中心周波数可変形帯域通過フィルタ
- 半導体Hガイドにおける光プラズマによるミリ波の漏洩特性：関西電力との共同研究[5]
- クラッド層が非線形媒質からなる光導波路における不均質な導波層屈折率分布の影響
- 簡単な多項式屈折率分布で表された多モード光ファイバのモード分散特性